# فرهاد حمیدی
فرهاد حمیدی  (زاده ۱۷ بهمن ۱۳۱۹ – ۴ اردیبهشت ۱۳۸۲) بازیگر سرشناس و قدیمی سینمای ایران بود.
فرهاد حمیدی دربیش از ۵۰ به فیلم ایفای نقش پرداخت، و تهیه‌کننده فیلم مسافر شب در سال ۱۳۵۹ بود. آخرین فیلم دوران بازیگریش   دیگه چه خبر؟! (۱۳۷۰) بود.

## زندگی‌نامه
فرهاد حمیدی فرزند سرهنگ ابوالفضل حمیدی از فرماندهان پاسگاه دربند تهران بود. او در ابتدا به هوانیروز ملحق شد و پس از مدتی از آن نیرو جدا شد و به دنیای هنر قدم گذاشت.

## درگذشت
د ۲۸ بهمن ۱۳۸۱ همراه با خبر درگذشت یکی از بستگان دچار سکته قلبی شده و در اثر زمین خوردن ناشی از سکته دچار عارضه شکستگی در ستون فقرات می‌شود. وی پس از عمل جراحی و عدم تحرکت کافی و ضعف عمومی بدن بر اثر بیماری در تاریخ ۴ اردیبهشت ۱۳۸۲ در خانه خود در کنار همسر و فرزندانش درگذشت.

## فعالیت‌های حرفه‌ای
فرهاد حمیدی در  ۵۹ فیلم بازیگر، ۱ فیلم تهیه‌کننده بود.

### بازیگر
1. مونس(۱۳۷۹)
2. دیگه چه خبر؟! (۱۳۷۰)
3. شکار خاموش (۱۳۶۸)
4. لنگرگاه (۱۳۶۷)
5. زن و زمین/خوش غیرت (۱۳۵۷)
6. مبارزی در نیمه راه/شب بازیگران (۱۳۵۷)
7. پشت و خنجر (۱۳۵۶)
8. دو کله‌شق (۱۳۵۶)
9. طوطی (۱۳۵۶)
10. نان و نمک (۱۳۵۶)
11. بت‌شکن (۱۳۵۵)
12. بی گناه (۱۳۵۵)
13. پاداش یک مرد (۱۳۵۵)
14. پیش‌کسوت (۱۳۵۵)
15. ستیز (۱۳۵۵)
16. شهر شراب (۱۳۵۵)
17. غرور و تعصب (۱۳۵۵)
18. خانه خراب (۱۳۵۴)
19. دزد سوم (۱۳۵۴)
20. شب غریبان (۱۳۵۴)
21. غلام زنگی (۱۳۵۴)
22. فاصله (۱۳۵۴)
23. مشکی (۱۳۵۴)
24. ممل آمریکایی (۱۳۵۴)
25. نازنین (۱۳۵۴)
26. هدف (۱۳۵۴)
27. هم خون (۱۳۵۴)
28. همسفر (۱۳۵۴)
29. آب (۱۳۵۳)
30. آب توبه (۱۳۵۳)
31. الکی خوش (۱۳۵۳)
32. پری خوشگله (۱۳۵۳)
33. شوهر کرایه‌ای (۱۳۵۳)
34. صلات ظهر (۱۳۵۳)
35. کوثر (۱۳۵۳)
36. تیغ آفتاب (۱۳۵۲)
37. در آخرین لحظه (۱۳۵۲)
38. دل خودش می‌خواد (۱۳۵۲)
39. مصطفی لره (۱۳۵۲)
40. ناخدا باخدا (۱۳۵۲)
41. دشنه (۱۳۵۱)
42. سر گروهبان (۱۳۵۱)
43. طغرل (۱۳۵۱)
44. کافر (۱۳۵۱)
45. آسمون بی ستاره (۱۳۵۰)
46. بده در راه خدا (۱۳۵۰)
47. رضا چلچله (۱۳۵۰)
48. ماجرای یک دزد (۱۳۵۰)
49. کوچه مردها (۱۳۴۹)
50. ارادتمند شما عزراییل (۱۳۴۹)
51. بسترهای جداگانه (۱۳۴۷)
52. جنجال پول (۱۳۴۷)

### تهیه‌کننده
1. مسافر شب (۱۳۵۹)